# Persone di nome Cristina
| Questa pagina contiene informazioni ricavate automaticamente dalle voci biografiche con l'ausilio del template Bio e di un bot. L'aggiornamento è periodico e automatico e ricostruisce completamente la pagina. Se manca una persona in questa lista, sei pregato di non aggiungerla, ma accertati piuttosto che la sua voce biografica contenga il template Bio e che i dati anagrafici siano correttamente compilati. Se il template Bio manca, inseriscilo tu stesso o, in alternativa, metti l'avviso {{tmp\|Bio}} che ne segnala la mancanza. Se i dati riportati sono sbagliati, correggi direttamente la voce biografica; le modifiche saranno visibili in questa lista entro pochi giorni. Per chiarimenti vedi il progetto antroponimi. La lista contiene solo le 206 persone che sono citate nell'enciclopedia e per le quali è stato implementato correttamente il template Bio. Pagina aggiornata al 6 ago 2025. |

Questa è una lista di persone presenti nell'enciclopedia che hanno il nome Cristina, suddivise per attività principale.

## Allenatrici di calcio(2)
- Cristina Cassanelli, allenatrice di calcio e ex calciatrice italiana (Bologna, n. 1974)
- Cristina Mitola, allenatrice di calcio e ex calciatrice italiana (Roma, n. 1976)

## Alpiniste(2)
- Cristina Castagna, alpinista italiana (Valdagno, n. 1977 - Broad Peak, † 2009)
- Cristina Piolini, alpinista italiana (Premosello Chiovenda, n. 1972)

## Assistenti arbitrali di calcio(1)
- Cristina Cini, ex assistente arbitrale di calcio italiana (Firenze, n. 1969)

## Attrici(26)
- Cristina Barsacchi, attrice italiana (Napoli, n. 1971)
- Cristina Bignardi, attrice italiana (Bologna, n. 1963)
- Cristina Businari, attrice e ex modella italiana (Roma, n. 1949)
- Cristina Castaño, attrice spagnola (Vilalba, n. 1978)
- Cristina D'Alberto Rocaspana, attrice e ex modella italiana (Feltre, n. 1977)
- Cristina Donadio, attrice italiana (Napoli, n. 1960)
- Cristina Fanton, attrice italiana (Pavullo nel Frignano, n. 1937)
- Cristina Flutur, attrice rumena (Iași, n. 1978)
- Cristina Galbó, attrice spagnola (Madrid, n. 1950)
- Cristina Garavaglia, attrice e modella italiana (Milano, n. 1966)
- Cristina Golotta, attrice italiana (Torino, n. 1968)
- Cristina Grado, attrice, doppiatrice e direttrice del doppiaggio italiana (Roma, n. 1939 - Roma, † 2016)
- Cristina Mantis, attrice e regista italiana (Cassano allo Ionio, n. 1970)
- Cristina Marcos, attrice e conduttrice televisiva spagnola (Barcellona, n. 1963)
- Cristina Marocco, attrice e cantante italiana (Torino, n. 1972)
- Cristina Marsillach, attrice spagnola (Madrid, n. 1963)
- Cristina Moffa, attrice, cantante e showgirl italiana (Roma, n. 1957)
- Cristina Moglia, attrice italiana (Roma, n. 1972)
- Cristina Noci, attrice e doppiatrice italiana (Alessandria, n. 1949 - Roma, † 2025)
- Cristina Odasso, attrice italiana (Torino, n. 1980)
- Cristina Plazas, attrice spagnola (Madrid, n. 1969)
- Cristina Raines, attrice e modella statunitense (Manila, n. 1952)
- Cristina Rinaldi, attrice e conduttrice televisiva italiana (Roma, n. 1966)
- Cristina Serafini, attrice italiana (Torino, n. 1978)
- Cristina Umaña, attrice colombiana (Ibagué, n. 1974)
- Cristina de Inza, attrice spagnola (Saragozza, n. 1965)

## Attrici teatrali(1)
- Cristina Crippa, attrice teatrale e regista teatrale italiana (Monza, n. 1951)

## Avvocate(1)
- Cristina Rossello, avvocata e politica italiana (Finale Ligure, n. 1961)

## Badesse(1)
- Cristina I di Gandersheim, badessa tedesca († 919)

## Biologhe(1)
- Cristina Garmendia, biologa e imprenditrice spagnola (San Sebastián, n. 1962)

## Calciatrici(7)
- Cristina Bonometti, ex calciatrice italiana (Montichiari, n. 1989)
- Cristina Carp, calciatrice rumena (Tecuci, n. 1997)
- Cristina Coletta, calciatrice italiana (Roma, n. 1985)
- Cristina Martín-Prieto, calciatrice spagnola (Siviglia, n. 1993)
- Cristina Merli, calciatrice italiana (n. 1995)
- Cristina Selmi, calciatrice italiana (Abbiategrasso, n. 1993)
- Cristina Ugolini, calciatrice italiana (Arezzo, n. 1978)

## Cantanti(10)
- Cristina Amadei, cantante italiana (Bologna, n. 1942 - San Lazzaro di Savena, † 1989)
- Cristina D'Avena, cantante, attrice e conduttrice televisiva italiana (Bologna, n. 1964)
- Diana Est, cantante italiana (Milano, n. 1963)
- Cristina Jorio, cantante italiana (Alfonsine, n. 1928)
- Cristina Rus, cantante, ballerina e modella rumena (Cluj-Napoca, n. 1981)
- Cristina Scabbia, cantante italiana (Milano, n. 1972)
- Cristina Scarlat, cantante moldava (Chișinău, n. 1981)
- Cristina Scuccia, cantante italiana (Vittoria, n. 1988)
- Cristina Antonia Somis, cantante italiana (Torino, n. 1704 - Parigi, † 1785)
- Cristina Zavalloni, cantante e compositrice italiana (Bologna, n. 1973)

## Cantautrici(3)
- Cristina Branco, cantautrice portoghese (Almeirim, n. 1972)
- Cristina Donà, cantautrice italiana (Rho, n. 1967)
- Celia, cantautrice rumena (Deva, n. 1984)

## Cestiste(9)
- Cristina Bertato, ex cestista italiana (Spinea, n. 1965)
- Cristina Carmilla, ex cestista italiana (Brescia, n. 1966)
- Cristina Punko, cestista brasiliana (San Paolo, n. 1957)
- Cristina Souza de Carvalho, ex cestista brasiliana (Piracicaba, n. 1978)
- Cristina Hurtado, cestista messicana (Chihuahua, n. 1923 - Chihuahua, † 2010)
- Cristina Matei, ex cestista rumena (Arad, n. 1979)
- Cristina Ouviña, cestista spagnola (Saragozza, n. 1990)
- Cristina Rivellini, ex cestista italiana (Monza, n. 1970)
- Cristina Tonelli, ex cestista italiana (Milano, n. 1955)

## Cicliste su strada(1)
- Emanuela Menuzzo, ex ciclista su strada italiana (Cesano Maderno, n. 1956)

## Conduttrici televisive(2)
- Cristina Chiabotto, conduttrice televisiva, showgirl e ex modella italiana (Moncalieri, n. 1986)
- Cristina Ferreira, conduttrice televisiva e giornalista portoghese (Torres Vedras, n. 1977)

## Danzatrici(1)
- Cristina Hoyos, ballerina, coreografa e attrice spagnola (Siviglia, n. 1946)

## Dirigenti d'azienda(2)
- Cristina Finocchi Mahne, dirigente d'azienda e economista italiana (Trieste, n. 1965)
- Cristina Scocchia, dirigente d'azienda italiana (Sanremo, n. 1973)

## Doppiatrici(3)
- Cristina Boraschi, doppiatrice, direttrice del doppiaggio e dialoghista italiana (Milano, n. 1955)
- Cristina Giolitti, doppiatrice italiana (Torino, n. 1966)
- Cristina Piras, doppiatrice italiana (La Spezia, n. 1950)

## Editrici(1)
- Cristina Mondadori, editrice, cardiologa e psichiatra italiana (Milano, n. 1934 - Milano, † 2015)

## Filosofe(1)
- Cristina Bicchieri, filosofa italiana (Milano, n. 1950)

## Fisiche(1)
- Cristina Roccati, fisica e poetessa italiana (Rovigo, n. 1732 - Rovigo, † 1797)

## Fondiste(3)
- Cristina Kelder, ex fondista italiana (Bolzano, n. 1981)
- Cristina Paluselli, ex fondista italiana (Trento, n. 1973)
- Cristina Pittin, fondista italiana (Tolmezzo, n. 1998)

## Fotografe(1)
- Cristina Mittermeier, fotografa, ambientalista e biologa messicana (Città del Messico, n. 1966)

## Fotoreporter(1)
- Cristina García Rodero, fotoreporter spagnola (Puertollano, n. 1949)

## Ginnaste(4)
- Cristina Bontaș, ex ginnasta rumena (Ştefan cel Mare, n. 1973)
- Cristina Cavalli, ex ginnasta italiana (Breno, n. 1985)
- Cristina Cimino, ex ginnasta italiana (Roma, n. 1964)
- Cristina Grigoraș, ex ginnasta rumena (Satu Mare, n. 1966)

## Giocatrici di curling(1)
- Cristina Alverà, giocatrice di curling italiana (Pieve di Cadore, n. 1963)

## Giornaliste(10)
- Cristina Battocletti, giornalista e scrittrice italiana (Udine, n. 1972)
- Cristina Bianchino, giornalista e conduttrice televisiva italiana (Roma, n. 1968)
- Cristina De Stefano, giornalista e scrittrice italiana (Pavia, n. 1967)
- Cristina Fantoni, giornalista e conduttrice televisiva italiana (Bologna, n. 1973)
- Cristina Guerra, giornalista italiana (Roma, n. 1968)
- Cristina Morató, giornalista e fotografa spagnola (Barcellona, n. 1961)
- Cristina Parodi, giornalista e conduttrice televisiva italiana (Alessandria, n. 1964)
- Cristina Ranzolin, giornalista e conduttrice televisiva brasiliana (Porto Alegre, n. 1966)
- Cristina Saralegui, giornalista e attrice cubana (Miramar, n. 1948)
- Cristina Sivieri Tagliabue, giornalista e scrittrice italiana (Monza, n. 1973)

## Insegnanti(1)
- Cristina Maria Rodríguez, docente statunitense (San Antonio, Texas, n. 1973)

## Karateka(1)
- Cristina Restelli, karateka e maestra di karate italiana (Brescia, n. 1965)

## Mezzofondiste(2)
- Cristina Scolari, ex mezzofondista e fondista di corsa in montagna italiana (n. 1972)
- Cristina Tomasini, ex mezzofondista italiana (Rovereto, n. 1958)

## Missionarie(1)
- Cristina Pumplun, missionaria olandese (n. 1965)

## Mistiche(2)
- Cristina l'Ammirabile, mistica belga (Sint-Truiden, n. 1150 - Sint-Truiden, † 1224)
- Cristina di Stommeln, mistica tedesca (Stommeln, n. 1242 - Stommeln, † 1312)

## Modelle(1)
- Cristina Pérez, modella spagnola (n. 1964)

## Nobildonne(5)
- Cristina Abrahamsdotter, nobildonna finlandese (n. 1432 - † 1492)
- Cristina Adelaide Pallavicino, nobildonna italiana (n. 1652 - Fosdinovo, † 1723)
- Cristina Trivulzio di Belgiojoso, nobildonna, patriota e giornalista italiana (Milano, n. 1808 - Milano, † 1871)
- Cristina Guglielmina d'Assia-Homburg, nobildonna (Bingenheim, n. 1653 - Grabow, † 1722)
- Cristina Giuliana di Baden-Durlach, nobildonna tedesca (Durlach, n. 1678 - Eisenach, † 1707)

## Nobili(9)
- Cristina Elisabetta di Anhalt-Bernburg, nobile (Bernburg, n. 1746 - Coswig, † 1823)
- Cristina Carlotta d'Assia-Kassel, nobile tedesca (Kassel, n. 1725 - † 1782)
- Cristina Boyer, nobile francese (Saint-Maximin-la-Sainte-Baume, n. 1771 - Parigi, † 1800)
- Cristina Federica di Württemberg, nobile (Stoccarda, n. 1644 - Stoccarda, † 1674)
- Cristina Carlotta di Württemberg, nobile (Stoccarda, n. 1645 - Bruchhausen-Vilsen, † 1699)
- Cristina di Holstein-Gottorp, nobile tedesca (Kiel, n. 1573 - Castello di Gripsholm, † 1625)
- Cristina d'Assia, nobile tedesca (Kassel, n. 1543 - Kiel, † 1604)
- Cristina di Sassonia, nobile tedesca (Dresda, n. 1505 - Kassel, † 1549)
- Cristina di Salm, nobile francese (n. 1575 - † 1627)

## Nuotatrici(5)
- Cristina Arámbula, nuotatrice artistica spagnola (n. 2003)
- Cristina Chiuso, ex nuotatrice e opinionista italiana (San Donà di Piave, n. 1973)
- Cristina Quintarelli, nuotatrice italiana (Roma, n. 1963 - Roma, † 2023)
- Cristina Sossi, ex nuotatrice italiana (Mantova, n. 1971)
- Cristina Teuscher, nuotatrice statunitense (New Rochelle, n. 1978)

## Pallamaniste(2)
- Cristina Branco, pallamanista angolana (Luanda, n. 1985)
- Cristina Neagu, pallamanista rumena (Bucarest, n. 1988)

## Pallavoliste(3)
- Cristina Barcellini, pallavolista italiana (Novara, n. 1986)
- Cristina Chirichella, pallavolista italiana (Napoli, n. 1994)
- Cristina Pîrv, ex pallavolista rumena (Turda, n. 1972)

## Personaggi televisivi(2)
- Cristina Bugatty, personaggio televisivo e attrice italiana (Venezia, n. 1976)
- Cristina Plevani, personaggio televisivo e conduttrice radiofonica italiana (Iseo, n. 1972)

## Pianiste(3)
- Cristina Ariagno, pianista italiana (Torino, n. 1962)
- Cristina Canziani, pianista italiana (Trieste, n. 1972)
- Cristina Marton, pianista rumena (Reșița, n. 1974)

## Pilote di rally(1)
- Cristina Gutiérrez, pilota di rally spagnola (Burgos, n. 1991)

## Poetesse(3)
- Cristina Alziati, poetessa e traduttrice italiana (Milano, n. 1963)
- Cristina Sparagana, poetessa e traduttrice italiana (Roma, n. 1957)
- Cristina di Lagopesole, poetessa e scrittrice italiana (Calitri, n. 1942)

## Politiche(10)
- Cristina Alberdi, politica, avvocata e attivista spagnola (Los Rosales, n. 1946 - Madrid, † 2024)
- Cristina Almici, politica italiana (Brescia, n. 1969)
- Cristina Bargero, politica italiana (Casale Monferrato, n. 1975)
- Cristina Bevilacqua, politica italiana (Broni, n. 1962)
- Cristina De Luca, politica italiana (Roma, n. 1954)
- Cristina De Pietro, politica italiana (Aulla, n. 1957)
- Cristina Guarda, politica italiana (Cologna Veneta, n. 1990)
- Cristina Fernández de Kirchner, politica e avvocata argentina (Ciudad Eva Peron, n. 1953)
- Cristina Patelli, politica italiana (Torino, n. 1973)
- Cristina Tajani, politica e economista italiana (Terlizzi, n. 1978)

## Principesse(10)
- Cristina Enrichetta d'Assia-Rheinfels-Rotenburg, principessa tedesca (Rotenburg an der Fulda, n. 1717 - Palazzo Carignano, † 1778)
- Cristina di Borbone-Spagna, principessa spagnola (Madrid, n. 1965)
- Cristina di Sassonia, principessa (Torgau, n. 1461 - Odense, † 1521)
- Cristina di Danimarca, principessa (Nyborg, n. 1522 - Tortona, † 1590)
- Cristina Margherita di Meclemburgo-Güstrow, principessa tedesca (Güstrow, n. 1615 - Wolfenbüttel, † 1666)
- Cristina di Norvegia, principessa norvegese (Bergen, n. 1234 - Siviglia, † 1262)
- Cristina di Orange-Nassau, principessa olandese (Baarn, n. 1947 - L'Aia, † 2019)
- Cristina di Baden-Durlach, principessa tedesca (n. 1645 - † 1705)
- Cristina di Borbone-Francia, principessa (Parigi, n. 1606 - Torino, † 1663)
- Cristina di Svezia, principessa svedese (Solna, n. 1943)

## Registe(3)
- Cristina Comencini, regista, sceneggiatrice e drammaturga italiana (Roma, n. 1956)
- Cristina Jacob, regista romena (n. 1959)
- Cristina Perincioli, regista, scrittrice e attivista svizzera (Berna, n. 1946)

## Registe teatrali(1)
- Cristina Pezzoli, regista teatrale italiana (Vigevano, n. 1963 - Pistoia, † 2020)

## Religiose(1)
- Cristina Semenzi da Calvisano, religiosa italiana (Calvisano, n. 1435 - Spoleto, † 1458)

## Rugbiste a 15(1)
- Cristina Molic, rugbista a 15 italiana (Kalaraš, n. 1990)

## Sante(1)
- Cristina di Bolsena, santa libanese

## Sassofoniste(1)
- Cristina Mazza, sassofonista italiana (Milano, n. 1955)

## Schermitrici(3)
- Cristina Ghita, schermitrice rumena (n. 1982)
- Cristina Stahl, schermitrice rumena (Bucarest, n. 1978)
- Cristina de Vargas, schermitrice spagnola (Madrid, n. 1969)

## Sciatrici alpine(2)
- Cristina Brichetti, ex sciatrice alpina italiana (n. 1964)
- Cristina Tisot, ex sciatrice alpina italiana (n. 1954)

## Scrittrici(13)
- Cristina Ali Farah, scrittrice e poetessa italiana (Verona, n. 1973)
- Cristina Annino, scrittrice, poetessa e pittrice italiana (Arezzo, n. 1941 - Roma, † 2022)
- Cristina Caboni, scrittrice italiana (Cagliari, n. 1968)
- Cristina Calderón, scrittrice, etnografa e lessicografa cilena (Robalo, n. 1928 - Punta Arenas, † 2022)
- Cristina Campo, scrittrice, poetessa e traduttrice italiana (Bologna, n. 1923 - Roma, † 1977)
- Cristina Cassar Scalia, scrittrice italiana (Noto, n. 1977)
- Cristina García, scrittrice e giornalista statunitense (L'Avana, n. 1958)
- Tommasina Guidi, scrittrice italiana (n. 1835 - Bologna, † 1903)
- Cristina López Barrio, scrittrice e avvocata spagnola (Madrid, n. 1965)
- Cristina Peri Rossi, scrittrice, poetessa e giornalista uruguaiana (Montevideo, n. 1941)
- Cristina Rava, scrittrice italiana (Albenga, n. 1958)
- Cristina Rivera Garza, scrittrice e storica messicana (Matamoros, Tamaulipas, n. 1964)
- Cristina Zagaria, scrittrice, giornalista e blogger italiana (Carpi, n. 1975)

## Showgirl(3)
- Cristina Del Basso, showgirl, modella e attrice italiana (Varese, n. 1987)
- La Veneno, showgirl e modella spagnola (Adra, n. 1964 - Madrid, † 2016)
- Cristina Quaranta, showgirl italiana (Roma, n. 1972)

## Sindacaliste(1)
- Cristina Conchiglia, sindacalista e politica italiana (Brindisi, n. 1923 - Lecce, † 2013)

## Slittiniste(1)
- Cristina Pabst, ex slittinista italiana (Maranza, n. 1947)

## Sollevatrici(1)
- Cristina Iovu, sollevatrice moldava (Chișinău, n. 1992)

## Soprani(2)
- Cristina Miatello, soprano italiano (Padova, n. 1955)
- Cristina Deutekom, soprano olandese (Amsterdam, n. 1931 - Amsterdam, † 2014)

## Sovrane(3)
- Cristina di Danimarca, regina (n. 1118 - † 1139)
- Cristina di Lorena, sovrana (Bar-le-Duc, n. 1565 - Firenze, † 1636)
- Cristina di Svezia, regina svedese (Stoccolma, n. 1626 - Roma, † 1689)

## Storiche dell'arte(1)
- Cristina Acidini, storica dell'arte italiana (Firenze, n. 1951)

## Tenniste(2)
- Cristina Bucșa, tennista moldava (Chișinău, n. 1998)
- Cristina Torrens Valero, ex tennista spagnola (Pamplona, n. 1974)

## Tripliste(1)
- Cristina Bujin, triplista rumena (Costanza, n. 1988)

## Senza attività specificata(8)
- Cristina Ciccarelli, monaca cristiana italiana (Colle di Lucoli, n. 1480 - L'Aquila, † 1543)
- Cristina Luisa di Oettingen-Oettingen, duchessa (Oettingen, n. 1671 - Blankenburg, † 1747)
- Cristina Ioriatti, ex arciera italiana (Trento, n. 1973)
- Cristina Mauri, sciatrice d'erba italiana (n. 1975)
- Cristina Sánchez, torera spagnola (Madrid, n. 1972)
- Cristina Vitali, ex tiratrice a volo italiana (Bergamo, n. 1975)
- Cristina Maddalena del Palatinato-Zweibrücken-Kleeburg (Nyköping, n. 1616 - Karlsburg, † 1662)
- Cristina Teresa di Löwenstein-Wertheim-Rochefort, contessa tedesca (Wertheim, n. 1665 - Rumburk, † 1730)